# روبرت موفات
روبرت موفات هو سياسي كندي، ولد في 5 مارس 1844 في كندا، وتوفي في 25 أبريل 1887. انتخب عضو مجلس العموم الكندي.